# Descreștinare (Revoluția Franceză)

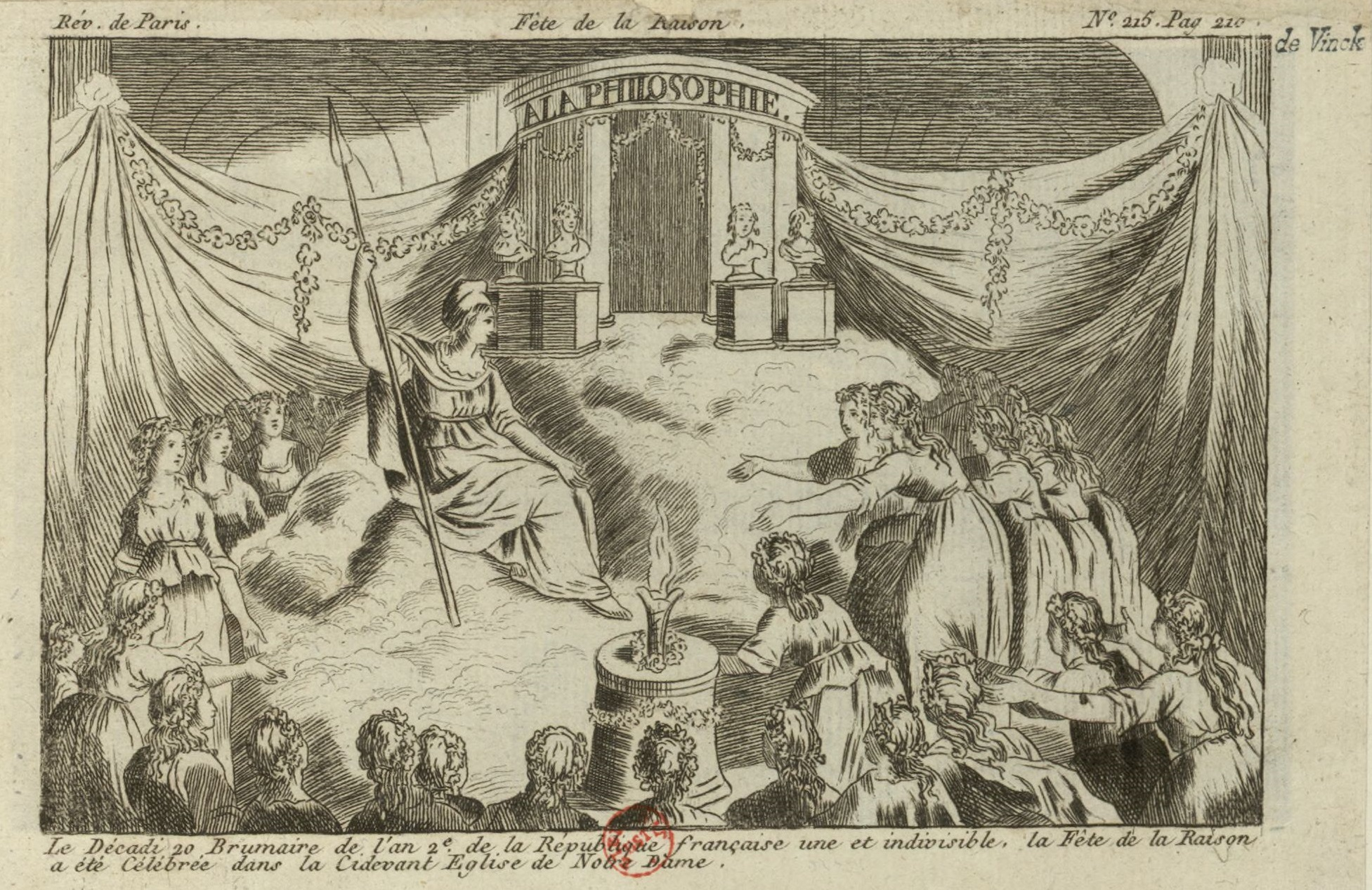
Fête de la Raison în Catedrala Notre-Dame din Paris, ocupată de revoluționari, 1793

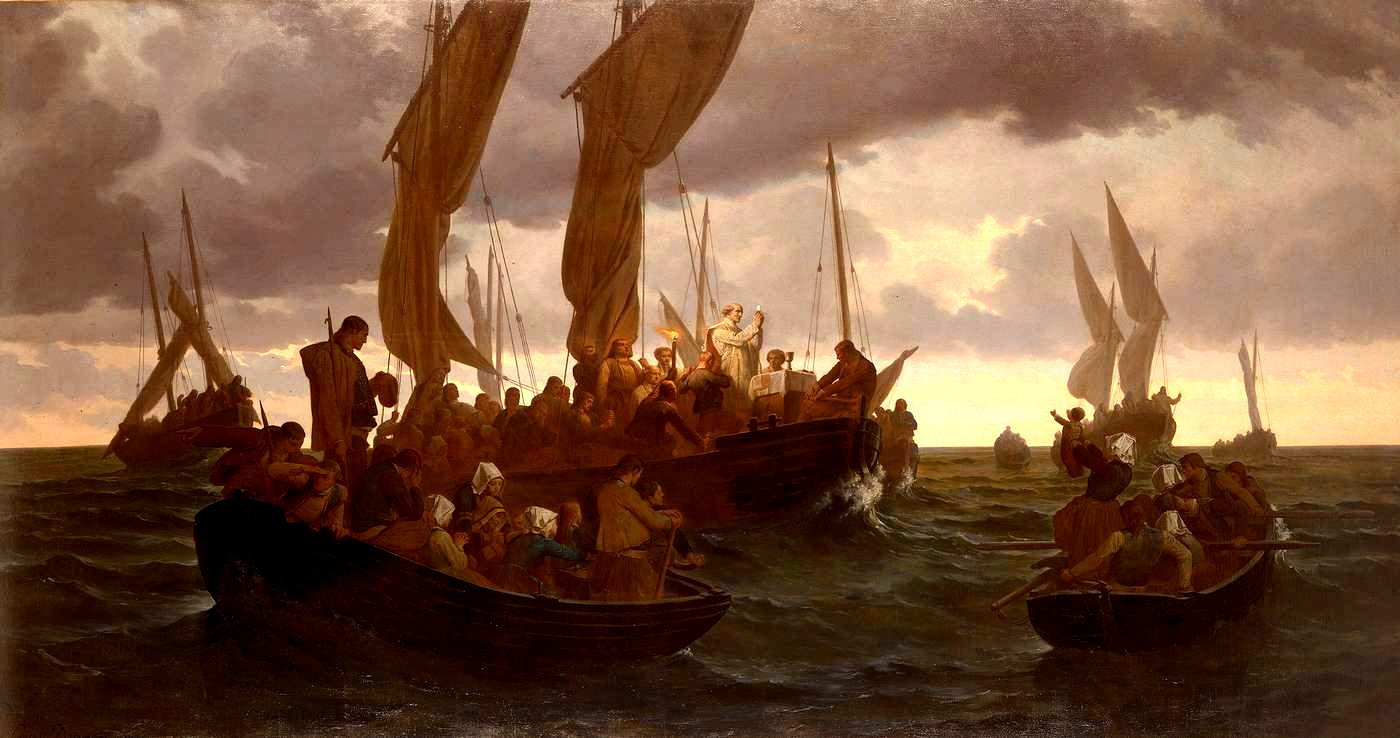
Liturghie celebrată clandestin. Louis Duveau: Liturghie pe mare, 1864.

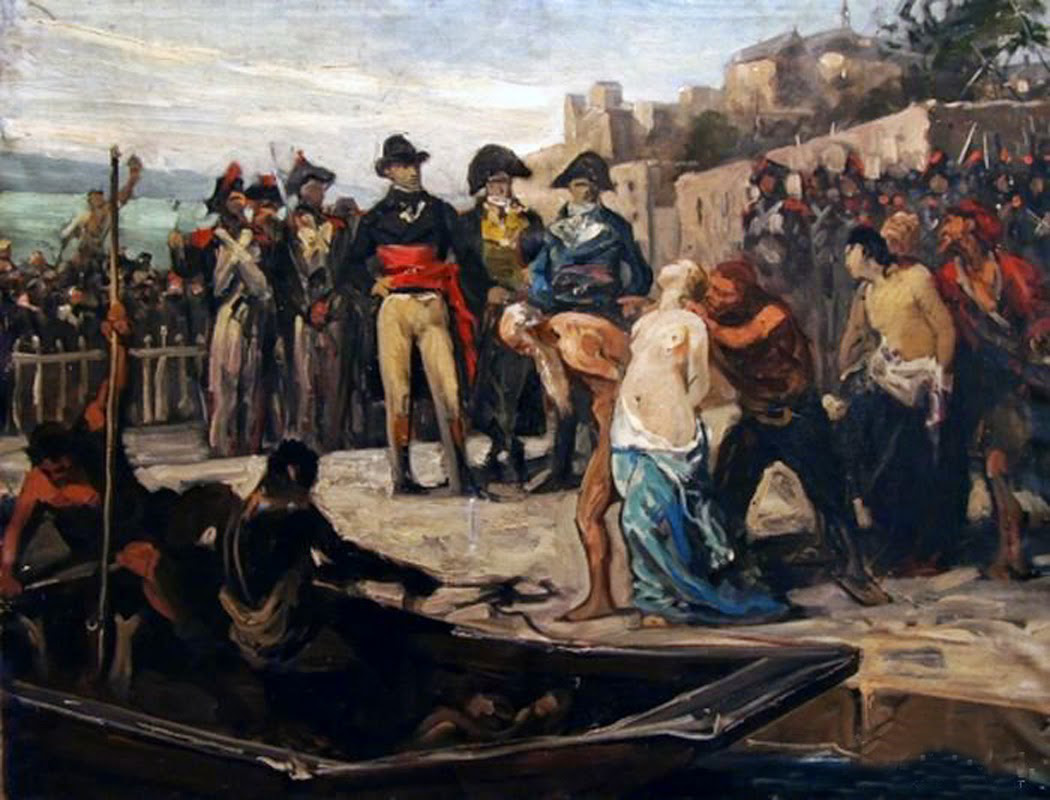
en (Noyades de Nantes)

Descreștinarea (în franceză Déchristianisation) este termenul folosit în istoriografia Revoluției Franceze pentru măsurile represive și violente luate între octombrie 1793 și iunie 1794. Aceste măsuri urmează politicilor anticlericale începute odată cu Insurecția de la 10 august 1792 și masacrelor din Septembrie. Principalii promotori și teoreticieni ai descreștinării au fost Joseph Fouché, Pierre Gaspard Chaumette⁠(fr)[traduceți] și Jean-Baptiste Carrier⁠(fr)[traduceți]. Acesta din urmă a introdus așa numitele „mariaje republicane” ca metodă de execuție.

## Desfășurare
În data de 2 noiembrie 1789 Adunarea Constituantă Franceză a decis naționalizarea bunurilor bisericești, iar la 13 februarie 1790 suprimarea ordinelor călugărești. La 12 iulie 1790 a fost adoptată Constitution civile du clergé, care prevedea în esență transformarea preoților în funcționari guvernamentali. Clerul a fost obligat să depună un jurământ de fidelitate față de constituția revoluționară. Aproximativ 45-47% din preoți, așa numiții réfractaires, au refuzat să depună jurământul respectiv, fiind în consecință arestați, executați sau deportați. Circa 40.000 de preoți au fost astfel pedepsiți.
În septembrie 1792 a fost interzisă purtarea straielor clericale. În timpul Masacrelor din Septembrie au fost linșați între 200-300 de preoți, iar circa 2.000 au fost deportați. Arhiepiscopul Parisului, Jean-Baptiste Gobel⁠(fr)[traduceți], care inițial depusese jurământul constituțional, a fost ghilotinat la 13 aprilie 1794.
Regimul Terorii a instaurat Cultul Rațiunii⁠(en)[traduceți], de factură radical ateistă, ca religie civică. La 7 mai 1794 Convenția Națională a decretat Cultul Ființei Supreme⁠(en)[traduceți], stabilind în acest sens patru sărbători publice: 14 iulie, 10 august, 21 ianuarie și 31 mai (art. 6).
Între mănăstirile naționalizate s-a numărat Abația "St. Victor" din Paris, ale cărei clădiri au fost apoi demolate în anul 1811.